# 1999년 동티모르 위기
1999년 동티모르 위기는 동티모르의 수도 딜리에서 반독립세력 무장단체들의 공격으로 시작되었으며, 국가 전체에서 일반적인 폭력으로 확대되었다. 폭력은 동티모르 투표권자들이 인도네시아로부터 독립을 선택하면서 발발했다. 민병대의 초토화 작전으로 딜리의 기반 시설 80%가 파괴되었습니다.  1,400명의 민간인이 사망했을 것으로 추정된다. 오스트레일리아 국방군이 주요 병력으로 구성된 유엔 파견 동티모르 국제군이 평화 수립 및 유지를 위해 파견되었다.

## 배경

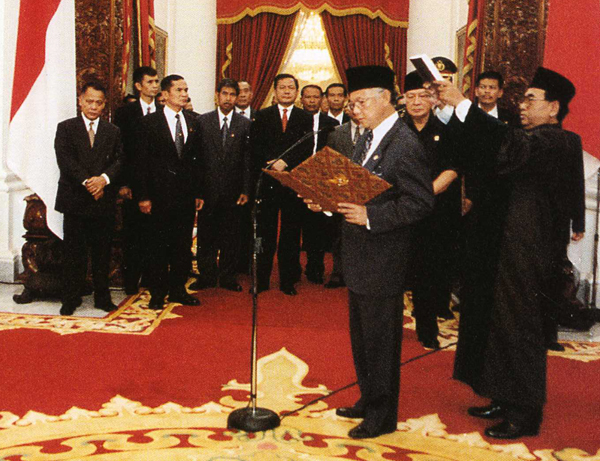
인도네시아 대통령 바하루딘 유숩 하비비가 1998년 5월 21일 대통령직에 오르고 있다.

동티모르에 대한 독립 또는 제한적인 지역 자치는 수하르토가 내세운 신질서 시기에 절대 허락될 수 없는 것이었다. 때때로 동티모르의 입장에 떨떠름하게 공감하는 것을 보여준 1990년대 인도네시아 공론이 있었음에도 불구하고, 독립된 동티모르는 인도네시아의 통일을 무너뜨릴 것이라고 널리 인식되고 있었다. 인도네시아와 포르투갈 사이에서 국제연합의 새로운 중재노력이 1997년 초에 시작되었다. 그러나 1997년 아시아 금융위기로 인해 인도네시아가 엄청난 격변을 겪으면서 1998년 5월 수하르토가 정권에서 사임하게 되었다. 인도네시아 전략위원회장을 맡고 있던 프라보워 수비안토가 요르단으로 망명을 가게 되었고, 동티모르의 군사 작전은 인도네시아 정부를 파산으로 몰고 갈 정도였다. 이어진 인도네시아 개혁 시기에는 정치적 개방성과 변화가 있었고 동티모르와 인도네시아의 관계에 대한 논의도 이에 포함되어 있었다. 1998년의 나머지 기간 동안 딜리에서 논의 포럼이 개최되었고, 투표를 향한 작업이 이어졌다. 인도네시아 외교부 장관 알라타스는 독립의 가능성에 대해 이는 인도네시아에 고통만 있을 뿐, 얻을 것은 없다라는 계획으로 임했다. 1998년 6월 8일, 수하르토의 계승자인 바하루딘 유숩 하비비가 인도네시아는 동티모르에 자치를 곧 부여할 것이라고 선언했다.
1998년 말 오스트레일리아 정부의 존 하워드는 오스트레일리아 정책의 선회에 대해 인도네시아 정부에 알려주는 편지를 전하며 수십 년 내에 동티모르 독립에 관한 투표를 지지한다고 밝혔다. 하비비 대통령은 인도네시아에 의한 "식민지 지배"를 암시하는 글귀를 보았고, 그 문제에 대한 빠른 총선거를 지시했다. 1999년 5월 5일 인도네시아와 포르투갈은 투표가 진행될 것이며 동티모르 주민들은 자치 계획 또는 독립 중 하나를 선택할 수 있을 것이라고 선언했다. 유엔 동티모르 임무단에 의해 주관되는 투표는 8월 8일로 예정되었으나 8월 30일로 연기되었다. 인도네시아는 안보에 대한 책임도 맡았고, 동티모르에서는 이러한 합의에 우려를 표했지만 대부분의 관찰자들은 투표 기간 동안 인도네시아가 외국인들의 평화유지작전을 거부한 것으로 믿고 있었다.

## 투표 및 폭력

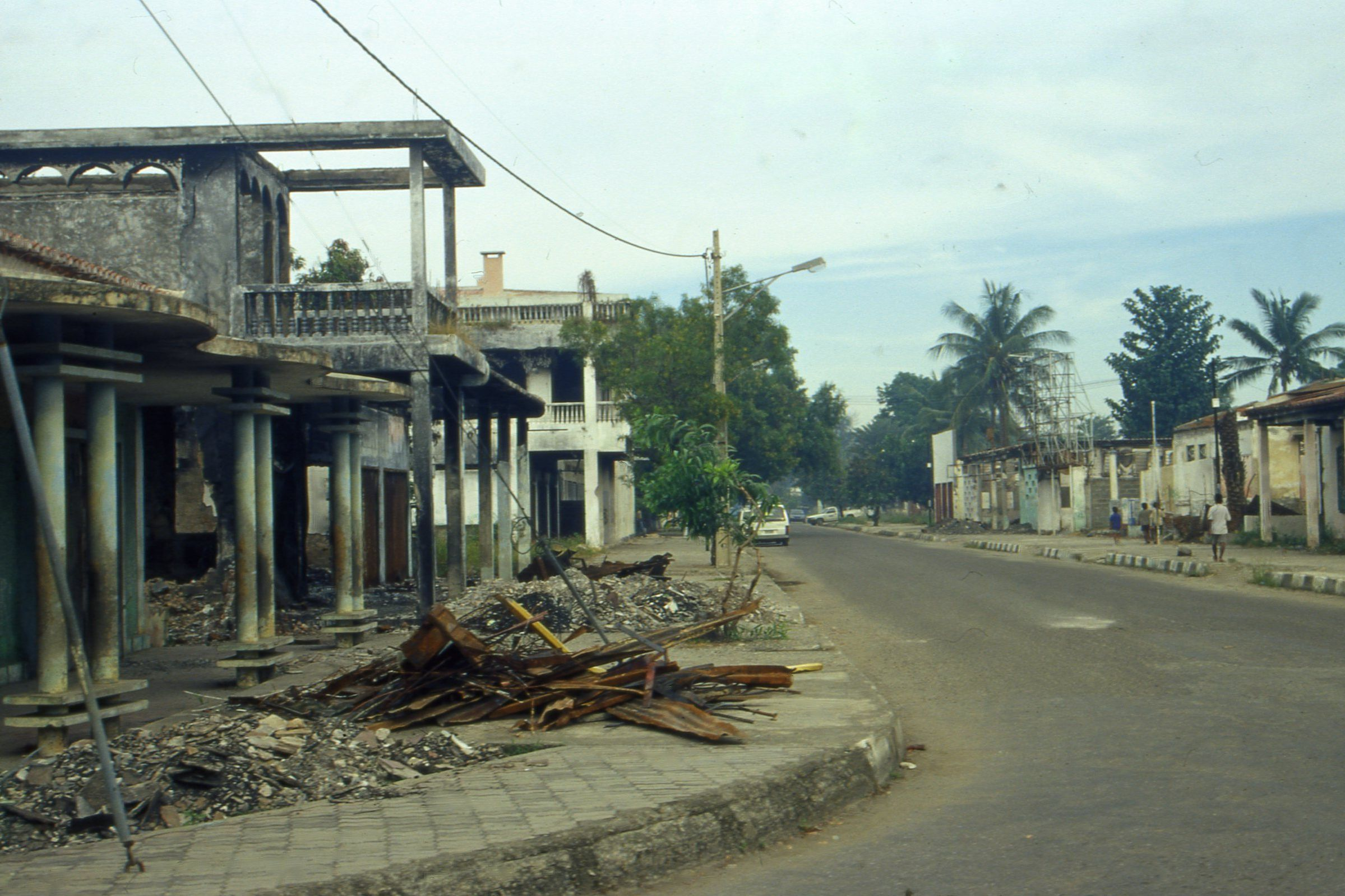
딜리의 파괴 현장

자치와 독립을 지지하는 단체들이 지지운동을 시작하면서 동티모르의 친인도네시아 무장단체가 동티모르에서 폭력을 실제로 수행하며 폭력으로 위협하기 시작했다. 유엔 동티모르 임무단의 일부로 친독립 성향을 논란으로 이끌면서 이런 무장단체들은 인도네시아 병사들과 협력하며 훈련을 받기도 했다. 5월에 합의가 도달하기도 전에 4월에는 이미 리키사에서 동티모르인들을 상대로 불법 공격이 있었다. 1999년 5월 16일, 인도네시아군과 함께 갱단이 아타라 마을에서 독립운동가로 의심되는 이들을 공격했고, 6월에는 또다른 단체들이 말리아나에 위치한 유엔 임무단 사무소를 공격하기도 했다. 인도네시아 당국은 동티모르인들 중 적대적인 파벌 간의 폭력을 막는 것이 도움이 안 될 것이라고 주장했다. 하지만 조제 하무스 오르타는 이러한 인식을 비웃는 수많은 이에 동참했다. 1999년 2월, 그는 "철수하기 전까지 인도네시아는 그들이 약속한대로 주요 파괴와 불안정을 없애기를 원한다. 우리는 수년 간 동티모르의 인도네시아군으로부터 그 이야기를 들었다."라고 말했다.
무장단체 지도자들이 피바다를 경고하자 인도네시아의 로비를 받은 대사관 프란체스코 로페즈 다 크루즈는 "사람들이 자치를 거부하면 동티모르에서 피바다가 일 가능성이 있다"라고 선언했다." 한 무장단체 지도자는 독립을 위한 투표의 결과로 불바다가 발생할 것이라고 말했다. 투표일이 가까워지면서 반독립 폭력에 대한 보고가 축적되기 시작했다.
1999년 8월 30일 독립 총선은 일반적으로 조용하고 질서 있게 치러졌다. 98.6%의 등록 투표자가 투표에 참석했고, 9월 4일 유엔 사무총장 코피 아난은 투표자들 중 78.5%가 독립에 찬성했다고 선언했다. 동티모르의 인도네시아 통합을 지지하던 신질서가 주입되었기에 인도네시아는 충격을 받거나 동티모르가 인도네시아로부터 독립을 주장했다는 것을 믿지 않으려고 했다.
결과가 발표된 지 몇 시간 이내에 무장단체들은 시민들을 공격하고 수도 딜리 주변에 포격을 가했다. 외국 기자들과 투표 관찰자들은 도주했고, 수천 명의 동티모르인들이 산악 지역으로 이동되었다. 이슬람 갱단은 딜리의 가톨릭 디도스식 건물들을 공격해 24명을 사살했다. 다음 날 국제 적십자 위원회 본부가 공격을 받아 화재로 소실되었다. 100명 가량의 시민들이 수아이에서 학살된 것으로 보고되었고, 비슷한 사건들이 동티모르 전체에 확산되었다. 대부분의 유엔 직원들은 딜리의 사무소에 갇혔고, 이곳은 난민으로 가득 찼다. 이들은 난민들이 철수되기 전까지 탈출하기를 거부했고, 차라리 무장단체의 손에 죽겠다고 주장했다. 동시에 인도네시아군과 무장단체는 200,000명 이상의 사람들을 서티모르로 강제 이주시켰고, 인권 감시위원회는 이들이 개탄스러운 환경의 캠프로 들어갔다고 묘사했다. 몇 주 후 오스트레일리아 정부는 유엔 사무소에 있는 난민들과 유엔 직원들을 다윈으로 철수시키는 것을 허용했고, 4명의 유엔 직원을 제외한 모든 난민들과 직원들이 철수했다.
9월 8일 유엔 대표단이 자카르타에 도착했을 때 유숩 하비비 인도네시아 대통령은 동티모르의 유혈사태가 거짓말이고 환상이라고 말했다. 참모총장 위란토는 그의 인도네시아군이 통제된 상황에 있었으며 모히스 알베르트의 명곡 필링즈를 부르며 동티모르에 대한 그의 감정을 표현했다.

## 인도네시아의 철수 및 유엔군
동티모르에서 벌어진 폭력은 오스트레일리아와 포르투갈을 비롯한 세계 곳곳에서 공공의 분노를 샀다. 미국, 포르투갈, 오스트레일리아를 비롯한 여러 국가의 활동주의자들은 그들의 정부에 행동을 취하라고 압력을 가했다. 오스트레일리아의 총리였던 존 하워드는 유엔 사무총장 코피 아난과 상의를 하는 한편, 미국 대통령 빌 클린턴에게 오스트레일리아 주도 국제평화유지작전군이 동티모르에 진입해 폭력을 끝낼 수 있도록 지지해달라고 로비를 했다. 미국은 억제 주둔력을 보여주며 중요한 병참 및 정보 자원을 제공했지만 작전에서의 군대 사용은 제한했다. 마침내 9월 11일 빌 클린턴은 다음과 같이 말했다.
저는 국제 사회로부터의 경제적 지원에 대한 저의 의지가 인도네시아가 상황을 오늘부터 어떻게 다루는 지에 달렸다는 것을 명백히 하겠습니다.

아시아 금융위기에서 인도네시아는 회복하고 있었다. 하비비 대통령은 9월 12일 인도네시아가 그들의 병력을 철수시키고 오스트레일리아 주도 국제 평화유지작전군이 동티모르에 들어올 수 있게 하겠다고 선언했다. 섬 동부에 위치한 인도네시아의 주둔군은 제745대대로, 대부분이 해양을 통해 철수했지만 1개 중대가 대대 차량과 중무기를 가지고 북부 해안도로를 따라 딜리를 거쳐 인도네시아 국경으로 넘어가려던 중 궤멸되었다. 이들은 이동 중 수십 명의 무고한 시민들과 비무장한 마을 주민들을 사살했다.
1999년 9월 15일 유엔 안보리는 동티모르에서의 상황이 악화되는 것을 우려하였고, 유엔 임무단을 보호하고 지지하면서 동시에 동티모르의 평화와 안보를 회복하기 위한 다국적군을 요청했다. 안보리 결의는 유엔 평화유지작전군이 지역에 배치되는 것을 승인하고 파병되는 기간 동안 인도적 임무를 수행할 예정이었다.

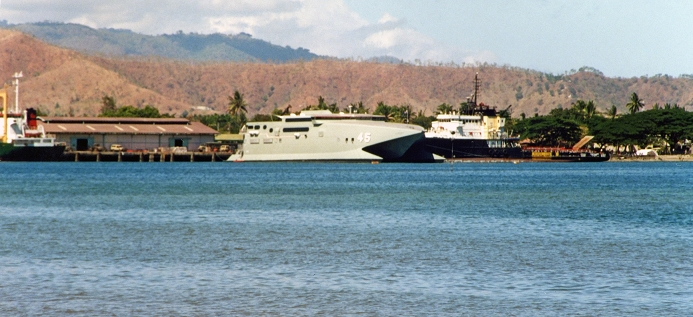
HMAS 저비스 베이가 1999년 10월 딜리에 있다..

오스트레일리아 중령인 피터 코스그로브의 주도 하에 동티모르 국제군이 창설되었다. 국제군은 9월 20일 딜리에 입성했고, 10월 31일 마지막 인도네시아군이 동티모르를 떠났다. 동티모르에 수천 명의 국제군이 들어오자 무장단체는 국경을 넘어 일본로 도주하고자 했고, 이 과정에서 국제군과 무장단체 사이에 간헐적인 국경 공격이 있었다. 유엔 동티모르 임시정부가 10월 말 수립되어 2년 간 동티모르 동부를 다스렸다. 국가의 통수권 및 지배권은 2002년 5월 20일 동티모르 정부가 수립되고 독립이 선언되면서 교체되었다. 같은 해 9월 27일 동티모르는 191번째 회원국으로써 유엔에 가입했다.
동티모르 국제군의 주요 구성원은 5,500명을 최고 정점으로 찍은 오스트레일리아군이었다. 오스트레일리아는 보병여단을 파견했고, 기갑부대와 항공부대를 지원했다. 이후 미국, 케냐, 뉴질랜드, 대한민국을 비롯한 총 22개국이 총합 11,000명의 병력을 파견해 동티모르 국제군의 임무를 지원했다. 미국은 위기 동안 중요한 병참 및 정치적 지원을 했고, USS 모바일 베이는 영국, 캐나다, 오스트레일리아 선박이 딜리를 통과하는 동안 티모르 해에서 작전을 수행했다.

## 같이 보기
- 2006년 동티모르 분쟁